# Haruka Kudō (seiyū)
Pour l’article homonyme, voir Haruka Kudō (chanteuse).
 Haruka Kudō  (工藤晴香, Kudō Haruka, née le 16 mars 1989 au Japon) est une mannequin et seiyū japonaise. Elle débute en 2003 comme modèle pour le magazine de mode Seventeen (en), qu'elle quittera en 2007, puis commence en parallèle en 2005 une carrière de seiyū, doublant notamment les héroïnes des séries Hachimitsu to clover et Noein, ainsi que quelques personnages de jeux vidéo.

## Doublage

### Anime
- Noein - to your other self - Haruka Kaminogi
- Hachimitsu to clover - Hagumi Hanamoto
- Hachimitsu to clover II - Hagumi Hanamoto
- Death Note - Sayu Yagami
- Nodame Cantabile - Gorota in PuriGorota
- BanG Dream! - Sayo Hikawa

### Jeux vidéo
- Tales of the World: Radiant Mythology - Kanonno
- Tales of the World: Radiant Mythology 3 - Pasca Kanonno
- The Sky Crawlers: Innocent Aces - Maumi Orishina
- BanG Dream! Girls Band Party - Hikawa Sayo

### Drama
- Nodame Cantabile - Gorota in PuriGorota

## Liens
- (ja) Profil officiel (agence)
- (en) Fiche sur Anime News Network
- « Haruka Kudō » (présentation), sur l'Internet Movie Database